# 독립운동가

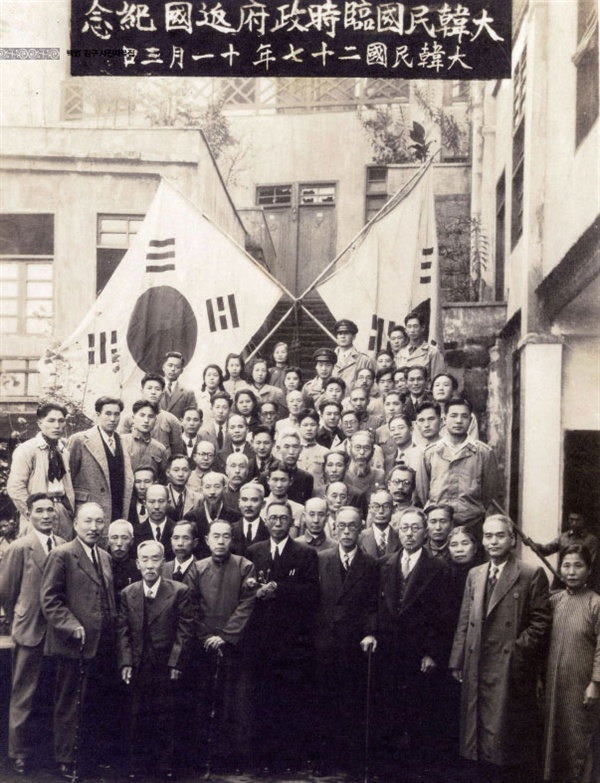
1945년 11월 3일 임시정부 환국 기념 촬영

독립운동가(獨立運動家, 영어: independence activist)란 어떤 국가의 지배를 받는 지역에서 독립하기 위한 사회운동에 참여한 사람들을 말한다.

## 한국의 독립운동가

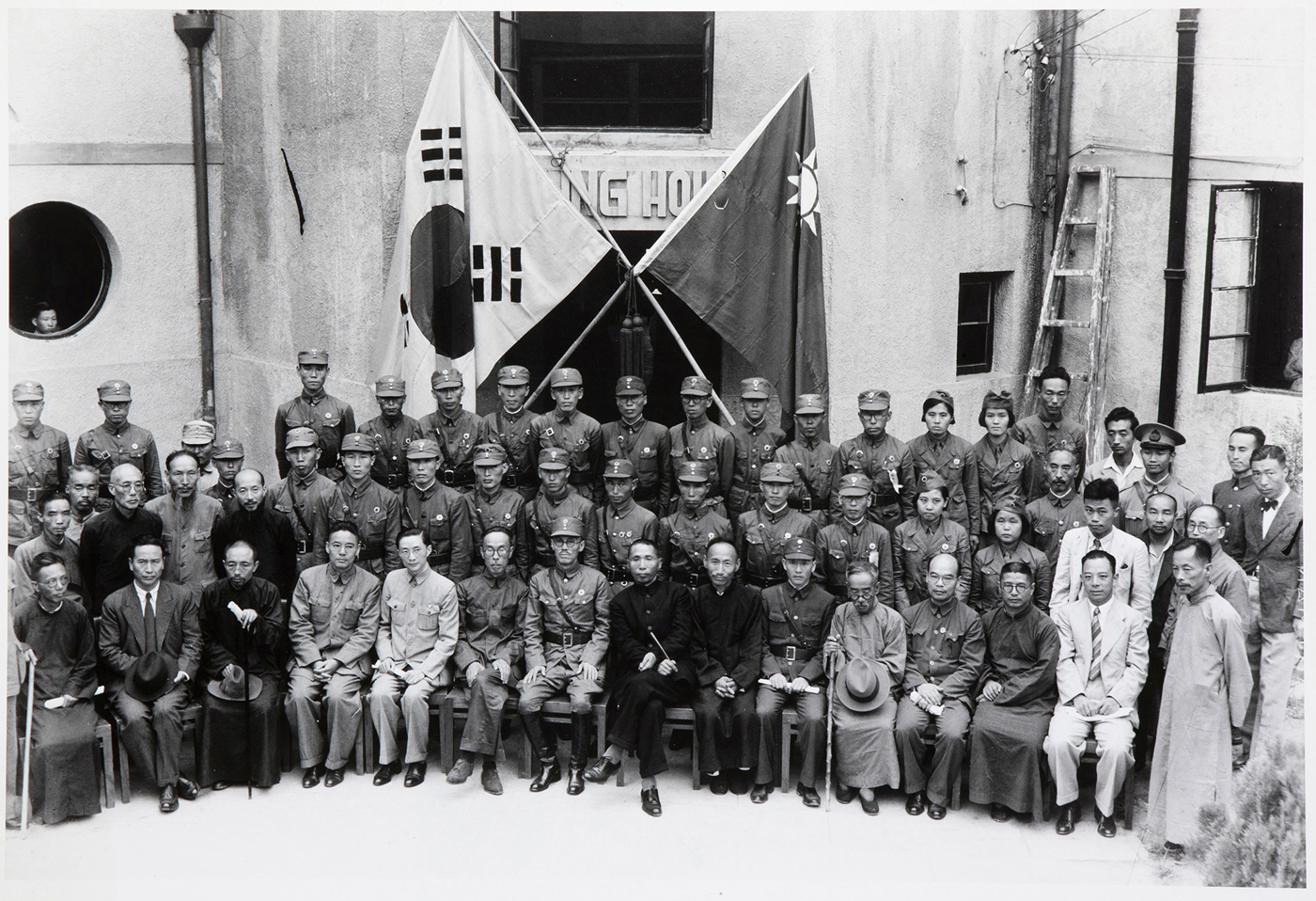
1940년 9월 17일 충칭에서 한국광복군과 국민혁명군 장병들의 단체사진

한국에서는 개항 이후 한국을 점령하여 1945년 8.15 광복 때까지 통치한 일본 제국에 대항하여 한민족의 독립을 쟁취하려는 일체의 민족주의적 운동에 참여한 인물들을 뜻한다. 이들은 근대 한국사에 있어서 핵심적인 위치를 차지한다.
한국 민족주의는 1876년 강화도조약 전후로 일제침략이 시작된 이후, 외교적으로 국권을 상실하게 되는 1905년 을사늑약을 체결 전후까지 일제의 단계적 침략에 대한 각종 배일운동과 의병항쟁 과정에서 형성되었다. 그리고 1905년 을사늑약 전후로 1919년 3.1 운동 사이에 있었던 의병전쟁과 민족의 근대적 역량을 길러 국권을 찾으려는 애국계몽운동 등의 방향과 이념이 정립되면서 성장해 갔다. 그리고 3.1 운동을 계기로 큰 발전이 이뤄지면서, 1945년 광복 때까지 국내외에서 전개된 독립운동의 원동력이 되었다. 한국의 독립운동가들은 핵심적 인물에 양반 출신이 많았다는 지적이 있으나 전체적으로는 상민 이하의 신분 출신자도 많았다.

### 이념적 분단

조선의용군 대원이 중국어 선전 벽보를 작성하고 있다. "중한 양민족이 연합하여 일본 강도를 타도하자 - 조선의용군"

대일항쟁(對日抗爭期)에 참여했던 모든 운동가들이 민족주의적 사상을 가졌던 것은 아니다. 일제 합병 직후 중심점이 사라졌던 조선인들은 각 개인마다 서로 다른 정치적, 경제적 목적 아래 일제항쟁에 뛰어들었다. 한국독립당에서 갈라져 김구를 중심으로 모인 한국국민당, 미국 대한인국민회에서 갈라져 이승만을 중심으로 모인 대한인동지회, 중국 팔로군에 연계되어 활동하던 동북항일연군, 대종교 계통에서 시작된 북로군정서, 대한민국 임시정부의 정규군이던 한국광복군, 중도 사회주의자였던 여운형의 신한청년단, 공산주의자 박헌영의 조선공산당, 암살 목적으로 창단된 한인애국단 등등 조선 독립이라는 공통된 목표 아래 서로 다른 정치이념과 권력집단으로 구성된 여러 독립운동군들이 존재하였습니다.
결론적으로 조선인 출신 독립운동가 세력들은 일본의 항복 이후에도 서로의 이념적 차이를 넘지 못하고 파벌로 나뉘어 싸우다 결국 동북항일연군 출신의 김일성을 중심으로 결성된 조선민주주의인민공화국과 상해 임시 정부 출신의 이승만을 중심으로 결성된 대한민국으로 갈라지게 된다.

### 광복 이후

#### 친일세력 복귀

1945년 11월 하지에게 김구를 소개하는 이승만

1945년 광복 직후 군정기 새로운 정권을 설립하던 대한민국 임시정부 출신 정치인들은 당시 미군측의 지속적인 친일정책 추진과 신생국가로서의 내부적 정치안정 필요성을 고려하여 일제시절 친일파 지주(地主)들과 동맹을 맺으며 일제 앞잡이 노릇을 했던 일제 순사 출신들을 대거 경찰과 검찰에 복직시키기에 이르렀다.
1945년 9월 미군정은 조선총독부 중추원 의원들을 파직하고, 당일부로 미군 장교를 각 도의 장관에 임명하여 행정권을 장악했다. 이어 조선총독부의 일본인 관리를 해임했으나 친일파 조선인 출신 조선총독부 고관들은 행정고문이라는 이름으로 등용하여 조선의 사정을 파악하게 하는 한편 일본의 식민지 통치기구를 이용했다. 미군정의 현상 유지 정책은 해방 이후 식민 유제 청산과 정치·사회적 개혁을 통해 새로운 독립국가 수립을 열망하던 한국인들과 점령초기부터 자주 충돌하였다.
미군정은 중앙에서는 해방 직후부터 활동한 건국준비위원회를 계승하였으나 좌파 성향 정치세력의 진출이 두드려졌던 조선인민공화국을 부인했고, 지방 각지에서는 건국준비위원회 지부, 인민위원회, 치안위원회 등 한국인들이 자체적으로 조직한 자생적 기구들을 부인하고 구래의 식민지 통치기구를 부활·온존시켰다. 또 1945년 말까지 미군정은 일제 식민지기 한인경찰관들을 중핵으로 하여 경찰력을 복원하였고, 조직에서도 일제하의 중앙집권적 경찰조직을 그대로 복원하였다. 경위 이상 고위직의 경우 일제하 경찰경력자 비율은 80%를 상회했다. 미군정은 11월 13일 법령 제28호로 국방사령부 설치령을 공표했고, 같은 날 좌익 성향이 강한 국군준비대 해체를 명령했다.
친미반공국가를 수립해야겠다는 미국의 정책은 화고하고 필연적이었다. 이 때문에 5만 명 남짓인 약세의 군사력만으로는 극성을 부리고 있는 공산주의 세력을 척결하고 질서를 유지하는 반공정책을 수행하기 어렵다는 현실을 타개하기 위해 일찍이 반공전선에 종사했던 친일경찰과 군, 그리고 행정관리들을 중용하지 않을 수 없었던 것으로 보아야 한다. 물론 여기에는 그들의 국익차원에서 최소한의 경비와 생명을 담보하기 위해 자국민이 아닌 친일한인경찰 및 관료들을 끌어들였다는 현실론에도 무게를 두지 않을 수 없다.
이러한 배경이 결국 친일경찰 및 관료들, 그리고 영어 잘하고 자본주의 이념에 이해가 많은 보수 우파적 유산세력, 비록 친일성향이지만 반공성향 역시 투철한 이들을 중용하는 결과로 이어졌다. 하지가 설파한 대로 ‘친일파 청산은 당신네들의 문제’라며 남조선과도입법의원이 의결한 「부일협력자ㆍ민족번역자ㆍ전범ㆍ간상배에 대한 특별법률조례」, 일명 ‘친일파 숙청법’의 승인을 일축했던 일을 상기할 필요가 있다. 그러므로 남한 내지 대한민국에서의 친일파 미청산의 직접적인 배경과 원인은 공산주의 극성과 자본주의 국가인 미국의 국익에 배치되면서 빚어진 필연적인 현상이었다. 또한 미국의 군사력 취약과 행정관리 부족 등의 원인도 부수적으로 작용했다는 점이다. 여기에 일찍부터 반공주의를 지향해온 초대대통령 이승만의 무절제한 충성심(아첨)의 수납과 민주주의 또는 민족의식결여에 따른 장기집권욕망도 한몫했음은 물론이다.
미군정은 차치하고라도 이승만의 친일파 미청산과 독재정치에도 불구하고 대소봉쇄를 전제로 하는 동북아안보정책을 수행하고자하는 미국의 불가피한 독재정권 선호에 편승한 친일세력들이 기승을 부리는 바람에 단말마적인 독재정권과 인권유린이 반세기동안 지속되는 한국현대사의 굴절로 이어졌다.

#### 통일정부 수립 실패
조국과 민족자유와 독립, 그리고 자유와 민족주의를 지키기 위해 산화한 꽃다운 젊음이 여기 있다.
1945년 연합국이 일제로부터 한국의 해방을 돕는가 싶더니 38선을 그어 강토를 두동강이 내고는 마침내 자치능력이 없음을 들어 신탁통치를 후견이라는 이름으로 강요하였을 때 조국의 젊은 지성들은 전국 도처에서 분연히 일어나 신탁통치 반대의 열화와 같은 결의를 내외에 선포하고 싸웠다.
이것이 곧 반탁운동이었으니 3·1항일운동에 이은 제2의 독립운동이었다.

- 반탁반공순국학생충혼탑 (보라매공원)

1945년 12월 모스크바 3상회의에서의 신탁통치 결정은 곧바로 한반도 좌익과 우익의 극심한 분열을 가져오는 결과를 낳게 되었고, 그 중에서도 김구를 중심으로 한 임시정부 세력이 반탁운동에 가장 적극적으로 참여하였다.
<조선일보>와 우익 한민당의 입장을 대변했던 <동아일보>는 “소련은 신탁 통치 주장, 미국은 즉시 독립 주장, 소련의 구실은 38선 분할 점령”이라고 왜곡 보도하여 반탁 운동에 더욱 격화시키는 도화선 역할을 하였다. 이후 상당 기간 모스크바 삼상회의의 '조선에 관한 결정' 보도에 대한 국내 신문의 태도와 그 방향을 결정했다.
탁치 반대 국민 총동원 시위 대회(託治反對國民總動員示威大會) 
(중략)
선서문

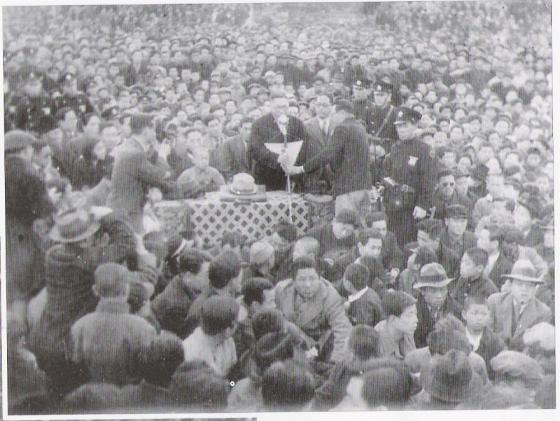
1945년 신탁통치 반대 전국대회에서 연설하는 백범 김구 선생

1) 우리 3천만 전 민족은 좌우양익을 들어서 해외에서 과거 37년간 투쟁하고 환국한 대한민국 임시 정부를 진정한 우리 정부로써 절대지지하는 동시에 그 지도하에 그 국민된 응분의 충성을 다할 것을 맹서함.
2) 금번 신탁관리제를 배격하기 위한 국민 총동원령에 의한 전민족의 항쟁행동은 각층 각계의 각 지역과 직장에서 질서 있는 규율을 엄수하여 최대의 성과를 내도록 일치한 행동을 전개할 것을 이에 맹서함.

3) 문화 수준이 높은 국민으로서의 금도를 잃지 않은 국민적 단체 행동으로서 비폭력적 항쟁으로 일시적 기분 감정에 그치지 않고 목적 달성하기까지 탁치에 살지 않고 완전한 자주독립에 죽기를 이에 맹서함— <중앙신문>, 1946년 1월 1일

1948년 4월 19일 남한만의 단독정부 수립을 반대했던 남북의 정당·사회단체 대표들은 5.10 남한 단독선거를 저지하고 통일민주국가 수립을 위해 마지막 노력으로 전조선 대책회의를 마련한다. 대책회의 구성에는 김구, 김규식 및 김일성, 김두봉과 같은 남북의 명망가들이 다수 참석하였으나 남북협상의 실패와 함께 결국 아무런 성과도 없이 끝나고 말았다.
좌우대결 속에서 임시정부 주요 요인들이 불참한 가운데 치러진 1948년 5월 10일 총선 결과의 가장 큰 특징은 독립운동에 헌신했던 인물의 숫자보다 일제하 행정관료나 판사, 금융조합에 종사한 인물이 많았고, 적극 친일행위를 한 사람도 상당수 포함돼 있었다는 점이다. 이들은 대부분 미군정 관리나 민주의원, 입법의원 및 청년단체에서 활동한 우익 성향의 인물들이었다.
선거인 등록 과정에서도 경찰·청년단체·행정기관 등에 의한 압력 및 강압적 수단이 동원되었다. 한국여론협회가 4월 12일 서울 충무로와 종로에서 행인 1,262명을 상대로 조사한 결과 자발적 등록이 9%, 등록을 강요당한 자가 91%라고 발표하였는데, 이에 대해 공보부는 조사의 공정성을 인정할 수 없다고 강력히 반박하였다.
선거등록여론(選擧登錄輿論) 강요당(强要當)햇소…구일(九一)%
한국여론협회조사(韓國輿論協會調査)

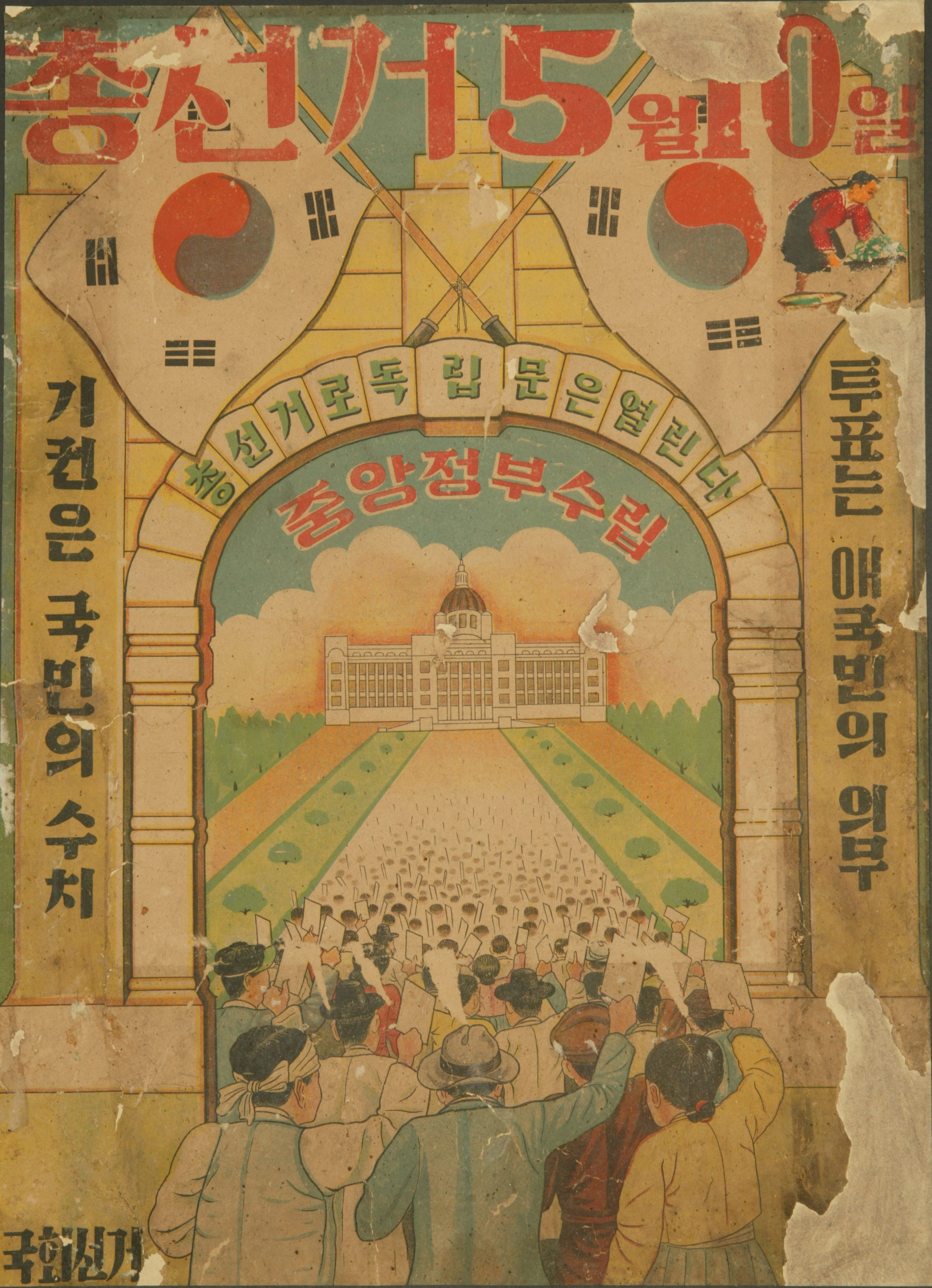
1948년 5월 10일에(UN의 감시하에) 실시된 남한 총선거의 벽보용 선거 홍보물

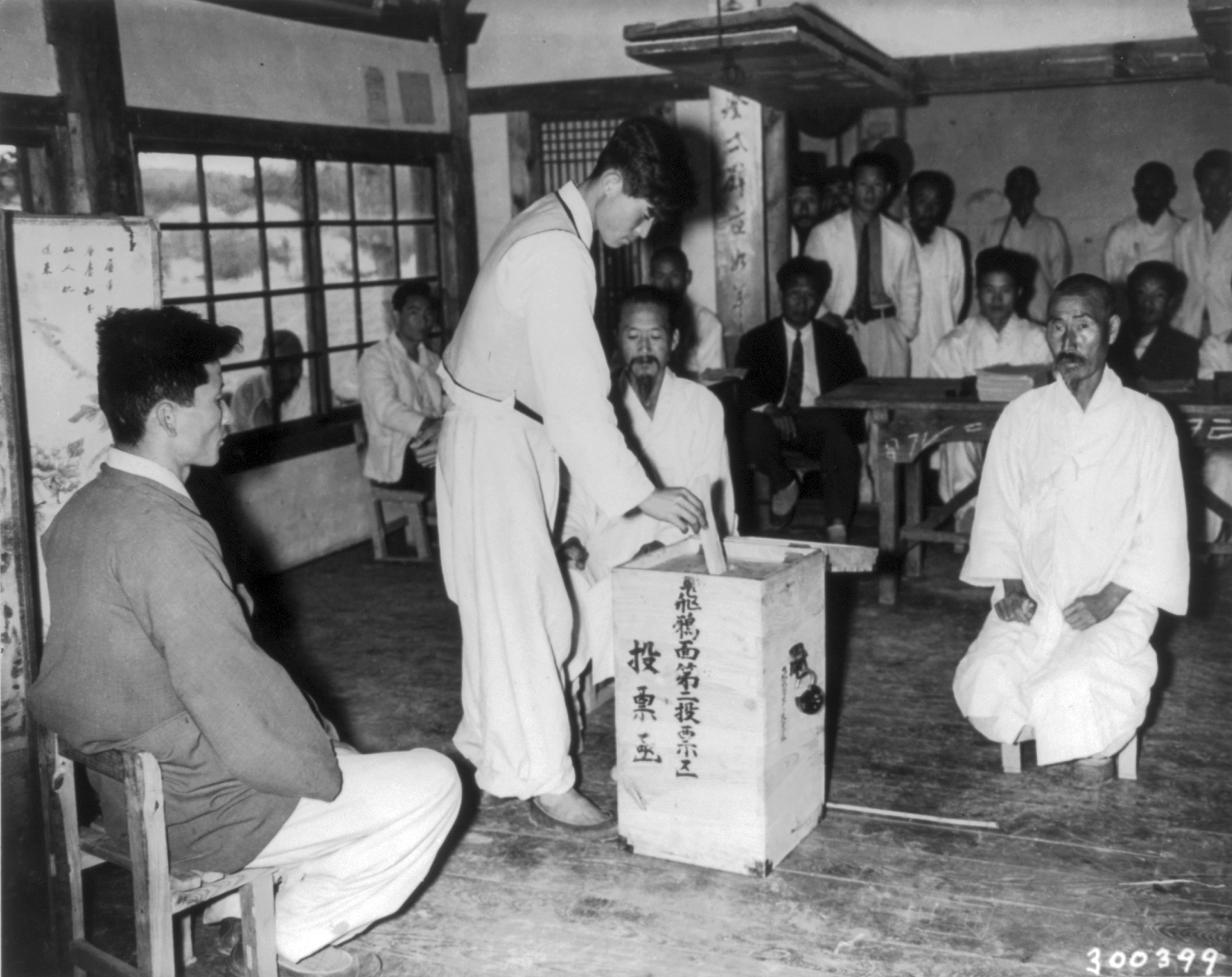
1948년 투표하는 남성

한국여론협회(한국여론협회(韓國輿論協會))에서는 가능지역 선거에 관한 민심동향을 조사하고 저지난 십이(十二)일 정오 시내 충무로(충무로(忠武路)) 종로(종로(鍾路))의 이(二)개소에서 통행인 일(一),이육이(二六二)명을 대상으로 그 여론을 조사하였는데 설문내용과 그결과는 대략 다음과 같은 것이있다

설(設) 문(問)
일(一),귀하(貴下)는등록(登錄)하였읍니까?앓하였읍니까?
일(一),자발적(自發的)으로하였읍니까? 요당(要當)하였읍니까?
일(一),누구에게 요당(要當)하였읍니까?

일(一),조사대상인원수일(調查對象人員數一),이육이명(二六二名) (1262명)
▼등록(登錄)하였오—구삼사명칠사(九三四名七四)% (934명, 74%)
▼등록(登錄)않하였오—삼이팔명이육(三二八名二六)% (328명, 26%)

(등록한 934명 중)
▼자발적(自發的)으로하였오—팔사□구(八四□九)% (84명, 9%)

▼요당(要當)하였오—팔오(八五)〇명구일(名九一)% (850명, 91%)— <조선일보>, 1948년 4월 15일

1948년 4월 5일부터 10일까지 전국 각도와 주요 도시를 시찰한 유엔위원단은 투표자 등록 부정행위로 다음과 같은 사항을 지적했다.
| “ | 미곡배급통장을 발급하는 지방행정 사무실에서 등록을 실시하고, 미곡배급통장을 몰수하겠다고 위협하여 강제등록을 시키며, 경찰 및 청년단체가 등록을 강제한다는 등의 불평을 접수했지만 구체적 증거는 발견하지 못하였다. 등록반대자 중에는 주위에서 그들의 애국심을 의심할까 두려워서 등록한 자도 있었을 것으로 사료된다. | ” |

유엔임시위원단 위원장 야심 머기(시리아 대표)는 "(남한은) 경찰국가일 뿐만 아니라 선거 지지파들이 경찰과 긴밀한 관계를 맺고 또 지방당국을 조정하여 완벽하게 선거를 좌지우지하고 있다. 남한에서 자유선거를 치르기 위한 분위기가 조성되어 있지 않다"고 당시 상황을 전했다.
당시 미군정은 선거기간에 경찰력을 보충하여 좌익의 선거 방해를 막고 향토를 방위한다는 목적 아래 향보단을 조직하였다. 향보단은 딘(William F. Dean) 군정장관의 명령으로 경무부장의 지시에 의해 각 경찰지서 단위로 설치되었는데, 만 18세 이상 55세 이하 남자로 구성되었으며 우익 청년단원들이 대부분 이에 소속되었다. 위원장 야심 머기 또한 "투표소 둘레나 안에서 향보단원을 발견했다. 어떤 투표소엔 경찰이 투표소 안에 있었다. 어떤 투표소는 (투표의) 비밀이 결여됐다"고 전했다.
군정측의 선거 결과보고서 역시 “등록 및 선거하도록 하는 협박 및 폭력이 전혀 없었다고는 주장할 수 없다”라고 하여 압력과 강제가 있었음을 인정하고 있다.
1948년 6월까지는 북조선인민위원회에서도 대한민국의 태극기와 애국가가 사용되고 있었다. 허나 같은해 개최된 남북협상이 실패로 끝나자 북측은 남한의 5.10 총선거로 구성된 대한민국 제헌 국회를 비법적 조직체로 규정하며, 이후 북한 정권 수립을 앞두었던 7월 8일 '북조선 인민회의 제5차 회의'에서 애국가와 태극기를 폐지하기로 결의한다.
이후 1950년 한국전쟁이 일어난 혼란 상황에 남북협상에 참여했던 남한측 독립운동가 출신들과 반민특위 의원들이 북으로 납치되거나 남한 경찰들에 의해 살해당한다(보도연맹 학살 사건 참조). 이러한 정황을 토대로 북한 측이 남북협상에 임했던 목적이 진정한 통일정부 수립에 대한 논의가 아니라 총선을 방해하기 위한 대남 공작 차원일 뿐이었다는 주장이 존재한다. 한편 정통성 및 정당성이 부족했던 북조선인민위원회가 남쪽에 있던 통합 임시정부 출신들을 대거 북으로 납치/포섭하여 공산국가 수립의 정당성을 노렸다는 주장도 있다. 6.25 전쟁 중 남한의 극우 정치단체들이 전쟁 난리통을 이용하여 이승만 정권에 비협조적인 정치인들을 일부러 북한측에 넘겼다는 주장 또한 존재한다.

#### 반민특위 해체
언론매체 <미디어오늘>과의 인터뷰에서 반민특위 김상덕 위원장의 아들 김정육씨는 이승만과 친일관료가 결탁한 원리를 이렇게 설명하였다.
| “ | 이 박사는 국방의 기술, 반공의 기술, 치안의 기술자로서 친일파가 필요하다고 명분을 세웠는데 거짓말입니다. 그런 인재가 필요했다면 당연히 이들보다 고도의 기술 경력이 있는 고위 장성급 경력자도 중용해야 하지만 관록 있어 다루기 어렵고, 거추장스러운 고위급은 등용하지 않거나 한직으로 치워버렸죠. 반공의 기술? 일제는 이미 공산세력을 완전 제거하고 씨를 말려서 반공기술 근처에도 가보지 못했어요. 치안기술도 그렇죠. 독립운동 각 단체에서 조국에 해악을 끼치는 일제 요인을 제거하기 위해 지하에서 암약했고, 일제 최고 정략가 이토 히로부미도 저격했어요. 일제에 이용당한 주구(走狗)는 해방 후 죽은 목숨이었으니 이승만에게 한 몸 다 바쳐 충성하는 것은 쉽게 나오는 계산이죠. | ” |

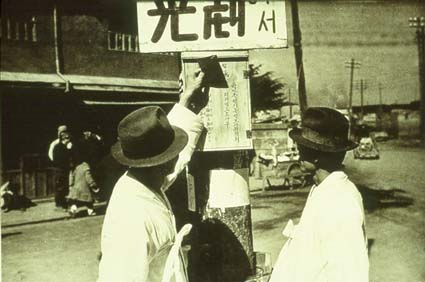
1948년 10월 전남 광주에 설치된 반민특위 투서함

1948년 9월 22일 반민족행위처벌법이 공포된 이후 노덕술, 장경근 등의 친일경찰 세력들은 자신들을 조사하던 반민특위 위원들을 암살할 계획을 세우고 있었다고 전해진다. 구체적인 실행방법으로 먼저 특별검찰관 노일환과 김웅진, 특별재판관 김장렬 등을 납치하여 감금 후, 강제로 "나는 38이남에서 국회의원 노릇을 하는 것보다 이북에 가서 살기를 원한다"라는 취지의 성명서 3통을 자필로 쓰게 하여, 이 성명서를 대통령, 국회, 각 신문사에 보내서 발표하고 38선으로 가는 도중에 납치한 국회의원을 죽여 애국청년이 공산주의자를 살해한 듯이 가장하는 계획이었다.
반민자 공판이 진행되고 있을 당시 친일세력은 3.1혁명의 성지 탑골공원과 반민특위본부에까지 몰려와서 특위의 해체를 주장하고 반민특위를 빨갱이 집단이라고 외치며 시위를 벌였다. 심지어 6월 2일에는 친일세력의 사주를 받은 유령단체들이 국회 앞에 몰려와 특위요원들을 온갖 욕설로 헐뜯고 체포된 반민자들의 석방을 요구하기에 이르렀다.
한편 반민법 논의가 한창이던 1948년 8월 26일 국회의원 숙소와 시내 각처에는 '행동위원'이라는 명의 아래 반민법을 철회하라는 삐라가 살포되고 있었다. 다음날 8월 27일 초기 국회의사당에서 김인식 의원이 친일 혐의가 있는 유진오가 법제처장으로 임명된 것을 지적하자 이신태·차랑보 등 방청객 2명이 삐라를 뿌렸다고 전해진다.
"국회에서 친일파를 엄단하라고 주장하는 자들은 빨갱이다"

"대통령은 민족의 신성이다. 절대로 순응하라. 민족을 분열하는 반민법을 철회하라. 민족처단을 주장하는 놈은 공산당의 주구(走狗)다. 인민은 여기에 속지 말고 가면의원을 타도하라. 민의를 이반하는 의원은 자멸이다. 한인은 지금에 뭉쳐야 한다."

이승만은 김상덕이 거처하는 반민특위 특위관사를 두 차례나 직접 찾아와 악질 친일경찰 출신인 노덕술 등의 석방을 요구했었다. 김상덕의 아들 김정육씨의 증언에 의하면 이 박사가 최후 담판하러 찾아와 아버지한테 감투를 놓고 흥정을 했다고 전한다.
| “ | 아버지 표정이 기억이 나요. 화가 상당히 많이 나있었죠. 나중에 들은 얘긴데 이 박사가 최후 담판하러 온 거였어요. 아버지한테 감투를 놓고 흥정을 한 거죠. (반민 피의자) 대충 (조사)해서 내보내고 정부로 들어와라, 어떤 장관 할래. 이거였죠. | ” |

이에 김상덕 위원장은 "'악질경찰'들이 독립운동가에게 전기고문, 고춧가루 고문 등 갖은 악행을 해서 죽였는데 어떻게 이럴 수 있느냐"며 분노했다고 증언한다. 결국 김상덕이 회유되지 않자 이승만은 국무회의를 거치지 않고 공권력을 동원하기에 이른다.
1949년 6월 6일 심야에 내무차관 장경근의 지지와 '웃어른'의 양해를 받은 윤기병은 새벽 일찍 중부경찰서 뒷마당에 전서원을 비상소집하여 차출한 서원 40명을 2대의 드리쿼터에 태워 중구 남대문로의 특위본부로 출동시켰다. 습격대는 특위본부 뒷골목(현 한전빌딩)에 도착하여 출근하는 특위직원들을 모조리 붙잡았다. 다음날 정치적인 수습 방안을 협상한 결과 특위가 구속한 최운하, 조응선 등 친일경찰과 연행된 특경대원들을 교환 석방키로 하였다.
그러나 곧바로 1차, 2차 국회프락치사건이 발생하여 독립운동가 출신 국회부의장 김약수와 반민법 제정에 앞장섰던 노일환 의원 등이 체포됨으로써 특위활동은 위축될 대로 위축되었다. 때를 놓치지 않고 곽상훈 의원에 의해 반민법 공소시효를 단축하자는 개정안이 국회에 제안되며 반민특위는 사실상 실패로 끝난다.
1950년 4월 18일 대법원 판결문에 따르면 친일경찰 노덕술(수도경찰청 총감), 서울시경 소속의 최난수·홍택희, 중부서장 박경림 등은 테러전문가 백민태를 고용했다. 범행에 필요한 자금 30만원(현 시세로 수십억대)을 약속했고, 서울시경에서 권총 1정, 실탄3발, 수류탄 5개, 등을 지급했다. 자금은 반민특위에 가장먼저 체포된 박흥식(화신백화점 사장)이 공급했다. 박흥식은 훗날 군부독재정권이 실현한 ‘강남개발’과 ‘원전개발’을 주장했던 인물이다.

#### 민중의 반발
해방 후 즉시독립을 원하던 분위기에서 모스크바 3상회의(1945년 12월 27일)를 통해 제시된 신탁통치안(案)은 당시 진행 중이던 좌 · 우익진영 간의 권력투쟁에 지대한 영향을 미쳤다. 신탁통치안은 즉각적으로 거족적인 신탁 통치 반대 운동 즉, 반탁(反託)을 불러일으켰다. 이러한 우익의 반탁과 좌익의 찬탁운동은 국내 독립운동가 출신 세력들을 결집시키지 못하게 하였으며 좌우익은 완전히 갈라져 버리게 되고 이념대립이 격화되어, 궁극적으로는 이것이 분단의 원인 중 하나가 되었다.
1948년 5월 10일 결국 이승만 정권은 통일된 민족국가를 건설하겠다는 이전 약속과는 달리 남한 홀로만의 국회 총선거를 실시하며 한반도 분단을 기정사실화 시킨다.
1949년 10월 일어난 반민특위 해체는 미군부와 이승만 정권이 친일파들과 정치동맹을 맺었다는 것을 민중에 확인시키는 커다란 사건이었다. 한홍구 성공회대 교수는 당시 정권의 행적에 대해 "김구 암살사건, 반민특위 습격사건, 국회 프락치사건. 세 가지는 친일세력의 친위 쿠데타였다"고 주장한다.
미군부와 남한 정부의 노골적인 친일행적과 한반도를 분단시키는 안일함을 목격한 민중들의 분노는 극도로 치솟았으며, 이는 대구 10.1 사건, 제주 4.3 사건, 여수·순천 사건과 같은 무장항쟁으로 확산되었다.

#### 정치적 암투와 제2의 독립운동

1949년 6월 26일 경교장에 안치된 김구

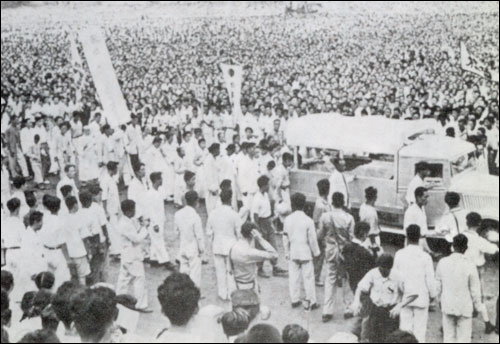
1947년 8월 3일 여운형 장례식

남한에서 이승만 정권과 협조하고 있던 사회주의 계열 독립운동가 출신들은 1946년 좌우합작운동의 실패와 독립운동 동지들간의 과열된 정치적 권력암투 과정을 목격하며 이승만과 미군부에 크게 실망하게 된다. 특히 당시 북조선인민위원회의 김일성과 대화 의지를 보이던 여운형, 김구, 조봉암과 같은 이승만의 정치적 라이벌이자 국민에게 존경받던 독립운동가 출신들이 차례로 의문의 정치암살을 당하자 그들의 지지세력 사이에서는 큰 변화가 일어난다. 1949년 6월 26일 김구의 암살은 반민특위 본부 습격 후 20일 만의 일이었다.
여운형의 정치적 최측근이던 백남운과 그의 최후를 목격했던 고경흠은 월북을 택했고, 나머지 여운형의 추종자들은 대거 남로당으로 흡수되어 이승만과 미군정에 적대적인 활동을 지속한다. 대구 10.1 사건때 순사 출신 경찰들에게 사살되었던 박정희 전 대통령의 친형 박상희 또한 여운형이 공동의장을 맏았던 민주주의민족전선의 선산군지부 사무국장 출신이다.
3.1만세운동에 참여했던 독립운동가이자 반민특위 위원이었던 곽상훈 또한 6.25 전쟁 당시 이승만을 축출하고 장면을 대통령으로 추대하려는 계획을 진행시켰으나 부산 정치 파동 직후 계획은 무산되었다.
1948년 1월 9일 UN한국임시위원단(UNTCOK)이 남한의 단독정부 수립을 결정하기 위하여 서울에 입국한 이후부터 한달 뒤 2월 7일 2.7 사건이 터졌고, 그 뒤 4월 3일 제주 4.3 사건, 4월 19일 결성되었던 남북협상 연석회의, 10월 1일 혁명의용군 사건, 그리고 10월 19일 일어난 여수·순천 사건까지, 모두 1948년 한 해에 남한 전 지역에서 동시다발적으로 일어났던 반정부 운동들이다.
현재 여수시에서는 1948년 사건들이 공통적으로 남북협상의 실패와 함께 동시다발적으로 일어났다는 점, 이승만과 김성수 타도라는 같은 목적을 가졌던 점, 그리고 공산당원이 아니었던 흥사단 출신의 최능진, 백범 김구, 김규식, 서세충, 오동기 같은 독립운동가 출신들이 사건의 주종자들이었다는 점 등을 감안하여 좌파정권의 수립을 목표로 하는 공산주의 반란이였다기 보다는 남한만의 단독 선거·단독 정부 추진을 반대하는 투쟁, 즉 신탁통치 반대 운동의 연장선에 더 가까웠다고 결론 짓는다.

#### 이념 갈등
반민특위의 해체 이후 한반도에서는 좌익과 우익의 충돌이 더 격화하였다. 매국과 애국을 가르는 기준이 '친일파냐 아니냐'에서 '좌익이냐 아니냐'로 바뀌었다.
| “ | "중간파나 자유주의자까지도 극우가 아니면 '빨갱이'라고 규정짓는 그 자들이 빨갱이 아닌 빨갱이인 것이다. 이 자들이 민족분열을 시키는 건국 범죄자인 것이다." - <독립신보>, 1947년 9월 12일 | ” |

현재 대한민국에서 쓰는 ‘빨갱이’라는 용어 또한 항일 유격대원을 지칭하는 파르티잔(빨치산, partisan)에서 나온 것이다. 당시 항일 유격대원 가운데 공산주의 신봉자들이 많았고, 거기서 이어져 한국전쟁 때 공산당 유격대원도 빨치산으로 부르게 됐다. 본래 당원이나 유격대원을 뜻하는 파르티잔(partisan)에서 빨치산과 빨갱이가 연유한다는 것이다.
실제 상징 언어로 ‘빨갱이’가 대두한 것은 해방정국, 이승만의 등장부터다. ‘빨갱이’는 단순히 공산주의자를 지칭하는 것이 아니라 미 군정과 친일파 반대, 이승만 정권에 반대하는 세력에 씌우는 주술로 쓰였다. 친일파 청산을 거론해도, 외세 배격을 주장해도 ‘빨갱이’라는 굴레가 씌워져 탄압받고 죽임을 당했다. 그래서 이 자들에게는 백범 김구도 빨갱이가 되었다.
김상덕의 아들 김정육씨를 포함한 독립운동가 후손들은 한국전쟁 중 당시 친일계열들이 이승만 정부에 비협의적이던 독립운동가 정치인들을 의도적으로 공산군에게 넘겼다는 의혹을 제시한다.
반민특위 위원 김철호의 아들 김용민씨 또한 6.25 전쟁때 지방의 친일출신들이 아버지를 빨갱이로 몰아 죽였다고 주장한다. 그는 덧붙여 “전쟁 당시 통영과 거제 일대에 1600여명이 살았는데 보도연맹에 연루됐다는 명목으로 인구의 절반인 800여명이 살해됐다”며 “아버지도 이런 흐름에서 희생됐다”고 말했다. 당시 통영 헌병대 문관이던 이판석 또한 서병두와 지역의 대표 친일파들이 김철호를 모함하여 죽게 했다고 증언했다.
실제로 1950년 6·25 전쟁이 일어나자 이승만 정부는 “남쪽에 있는 좌익세력들이 인민군에 동조할지도 모른다.”는 우려만으로 보도연맹원 사살 명령을 내렸다. 보도연맹은 “좌익에서 전향한 사람을 ‘보호’하고 ‘지도’하기 위해” 정부 차원에서 만든 조직이다. 그러나 조직 확장 과정에서 좌익과는 전혀 상관없는 사람들이 가입하게 됐다. 인민군이 내려오기도 전에, 군인과 경찰은 보도연맹원을 끌어다 총살하거나 수장했다. 통영에는 당시 보도연맹원이 300여 명 있었다. 그러나 그 대부분은 좌익과 아무런 관련 없는 농부나 학생들이었다.
| “ | "이승만은 국민을 좌와 우로 나누어 비국민을 제거 대상으로 보고 각종 단체와 민주인사까지 빨갱이로 몰아서 정치보복과 학살을 자행했다" - 김득중, <빨갱이의 탄생> | ” |

2009년 진실화해를위한과거사정리위원회(진실화해위)는 조사결정문을 통해 1947년 8월부터 1950년 9월까지 국민보도연맹원과 부역협의자 등 그 가족이라는 이유로 국군16연대, 통영경찰서, 거제경찰서, 헌병대, CIC, 해군(G-2)에 의해 이유를 불문하고 재판 없이 자의적 해석에 의해 민간인들이 희생 당했다고 밝혔다. 당시 희생자들은 막무가내로 연행되어 빨치산에게 협조한 혐의가 보인다거나 보리공출 항의 시위에 참가했다는 이유로 재판 없이 총살당했다.
이행규 거제시의원은 "당시 정보국장(장도영)과 정보과 중위(김종필)의 진술에 따르면, 학살에 직접적으로 관여한 인물은 육군 본부 특무대의 김창룡이라고 한다"며 "김창룡은 이승만의 오른팔로 정보국의 의견을 무시할 정도로 강한 권력을 가지고 있었다"고 설명했다. 그러면서 그는 "작전권이 미국에게 예속된 육군과는 달리 CIC는 독자적인 지위를 가지고 있었으며 미군의 군에 예속되어 있다고 보기 어려울 정도로 독립적이었다"며 "공식명령 계통을 뛰어 넘어 이승만, 김창룡 간의 직접적인 명령으로써 학살이 가능했을 것이라고 짐작할 수 있다고 전해하고 있다"고 밝였다.
좌익이라기 보단 우익에 가까웠던 김철호를 빨갱이로 몰아 처형한 것은 친일파가 애국자로 거듭나는 전략이었다. 반민특위가 체포한 305인의 친일 혐의자는 1950년 봄까지 모두 자유의 몸이 되었다.

## 해외에서의 조선 독립운동

### 동티모르
대표적인 독립운동가로 샤나나 구스망이 있다. 결국 독립을 쟁취하였다.

### 파키스탄
영국으로부터 벗어나자는 이슬람권 독립운동가와, 인도인과 파키스탄인은 별개의 집단이므로 따로 독립하자는 독립운동가가 있었다.

### 인도
마하트마 간디는 인도의ㅡ 분할에 반대한 독립운동가였고, 인도의 분할에 대해 찬성하거나 용인 입장을 밝힌 독립운동가도 있었다.

### 카빈다
카빈다는 응고요 왕국이 1885년에 시물람부코 조약을 맺어 이 지역의 영토적 통합성을 보전하는 조건으로 포르투갈에 통치권을 넘겨 식민지가 되었다. 70년여간은 앙골라와 별개의 식민지로 통치되었는데, 1956년에 포르투갈 제국이 주민의 동의 없이 앙골라에 편입시켰다. 그리고 앙골라가 독립할 때 카빈다가 독립국 앙골라에 편입되면서, 카빈다인들은 카빈다 공화국을 선포하고 항쟁을 이어가고 있다.

### 서파푸아
대표적인 독립운동가로 베니 웬다가 있다.

### 위구르
이 지역은 인종, 민족, 종교적으로 중국과 차이가 큰 곳으로, 주류 중국인은 인종적으로  동아시아인에 속하는 반면에 위구르족을 위시한 소수민족은 인종적으로는 중앙아시아인이며 이슬람교를 믿는다. 중화인민공화국 성립 이전부터 독립운동이 일기 시작해 중화인민공화국 수립 이후에는 많은 망명자들이 독립운동을 전개하고 있다.
대표적인 위구르 독립운동가로 레비야 카디르가 있다.

### 티베트
달라이 라마 14세는 강화된 자치권을 얻으면 중국으로 돌아가겠다고 했지만, 일부 티베트인은 독립을 요구하고 있다.